# Agrilinus shukronajevi
Agrilinus shukronajevi är en skalbaggsart som beskrevs av Nikolajev 1998. Agrilinus shukronajevi ingår i släktet Agrilinus och familjen Aphodiidae. Inga underarter finns listade i Catalogue of Life.